# Crenshaw (Los Angeles)

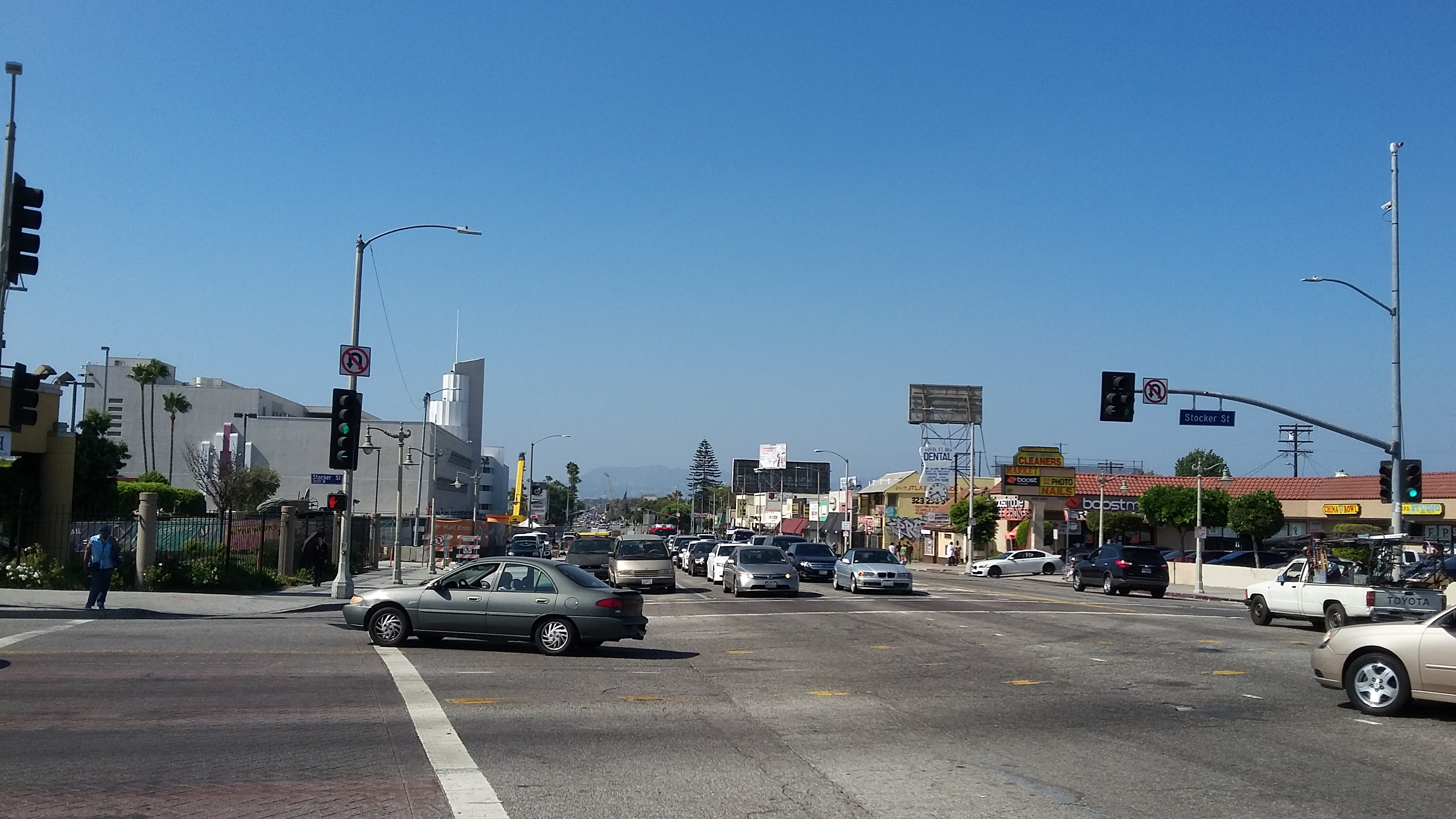
Crenshaw Boulevard in der Nähe vom Baldwin Hills Crenshaw Plaza (2016)

Crenshaw ist ein Stadtteil in der Region South Los Angeles in Los Angeles. Der Stadtteil liegt südwestlich von Downtown Los Angeles und bekam seinen Namen durch den Crenshaw Boulevard.

## Geographie
Crenshaw wird im Osten durch den Stadtteil Chesterfield Square begrenzt, im Süden durch Hyde Park, im Westen durch View Park-Windsor Hills und im Norden durch Leimert Park. Der Stadtteil wird ungefähr durch die Van Ness Avenue und die Arlington Avenue im Osten, durch die Vernon Avenue im Norden, durch Los Angeles im Westen und die Slauson Avenue im Süden begrenzt.

## Bildung
In Crenshaw befindet sich der Standort der Crenshaw High School.

## Söhne und Töchter des Stadtteils
- Danny Elfman (* 1953), Komponist
- Darryl Strawberry (* 1962), Baseballspieler
- Peter Ramsey (* 1962), Filmregisseur, Illustrator und Drehbuchautor
- Ice Cube (* 1969), Rapper und Schauspieler
- Meghan Markle, Geburtsname von Meghan, Duchess of Sussex (* 1981), Ehefrau von Prinz Harry, Duke of Sussex und ehemalige Schauspielerin
- Nipsey Hussle (1985–2019[1]), Rapper